# Cilly Aussem

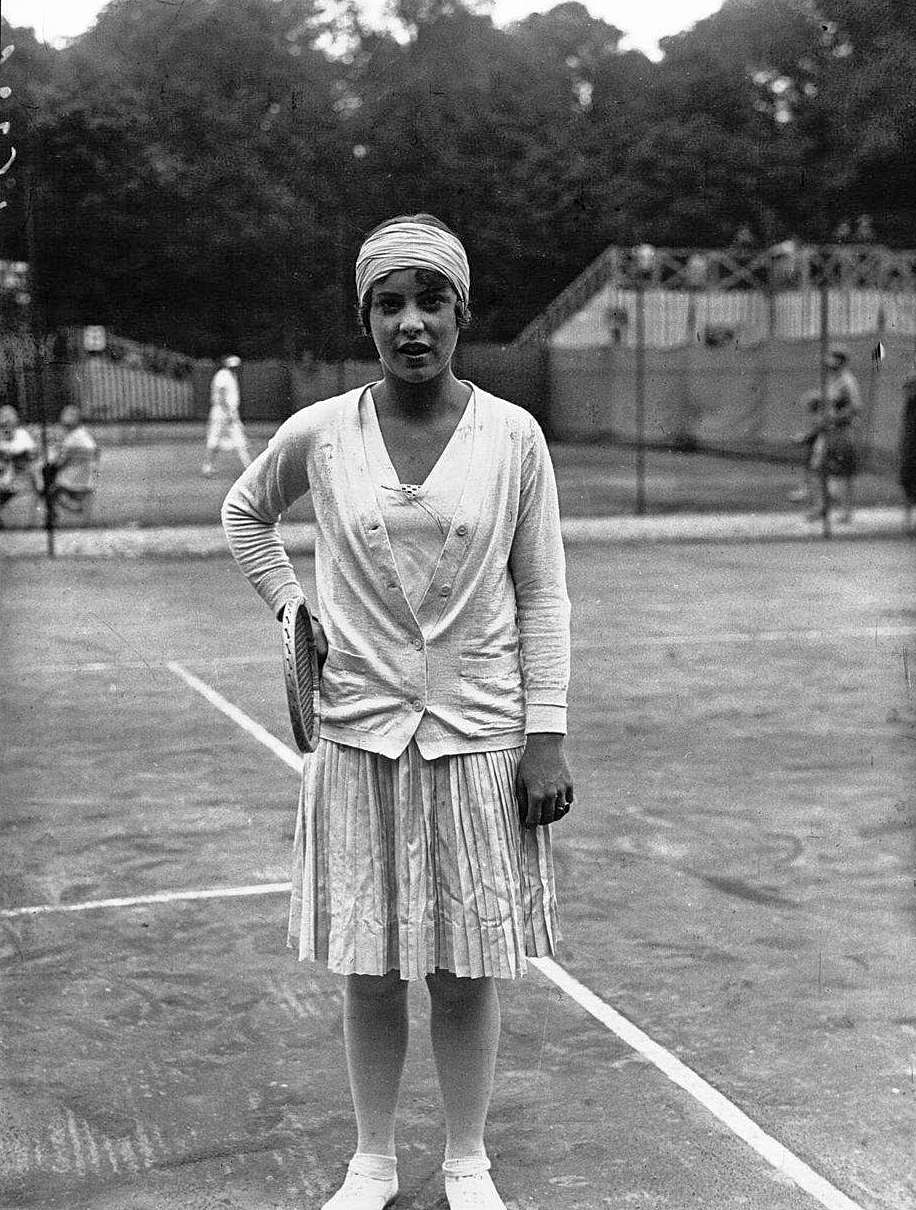

Cäcilie Edith (Cilly) Aussem (Keulen, 4 januari 1909 – Portofino, 22 maart 1963) was een tennisspeelster uit Duitsland. Zij speelde rechtshandig en had een enkelhandige backhand. Zij was actief in het internationale tennis van 1927 tot en met 1934.

## Loopbaan
In 1925 werd Aussem Duits kampioene bij de junioren.
In 1926 deed Aussem ook internationaal van zich horen. Zij won in juli het toernooi van Mariënbad in toenmalig Tsjecho-Slowakije, in augustus het toernooi van Heiligendamm (Duitsland), in september bij de Rot-Weiss-tennisclub in Berlijn (waar zij Ilse Friedleben, haar grote voorgangster in het Duitse vrouwentennis, in de finale versloeg) en in Montreux (Zwitserland). Aan het eind van dat jaar stond zij op de derde plaats in de nationale ranglijst van Duitsland.
Aussem werd op achttienjarige leeftijd (1927) voor het eerst kampioen vrouwenenkelspel bij de Duitse kampioenschappen in Hamburg. Enkele weken later bereikte zij de kwartfinale op Roland Garros door in de derde ronde Française Simonne Mathieu te verslaan. Aussem eindigde 1927 op de eerste plaats in de nationale ranglijst van Duitsland.
In 1930 won Aussem haar eerste grandslamtitel, samen met haar trainer Bill Tilden op het dubbelspeltoernooi van Roland Garros. Zij beëindigde dat jaar op de tweede plek van de internationale ranglijst waarmee zij haar hoogste positie bereikte.
Aussem was in 1931 de eerste Duitse tennisser (m/v) die de enkelspeltitel op Wimbledon won. Zij zou de enige blijven tot 1985, toen Boris Becker de trofee in handen kreeg. Vijf weken vóór Aussems verovering van Wimbledon had zij al de titel op Roland Garros in de wacht had gesleept – ook daar was zij trouwens de eerste Duitse enkelspelkampioen (m/v), in 1934 nagevolgd door Gottfried von Cramm en in 1935 door Hilde Sperling. Evenals het jaar ervoor eindigde Aussem op de tweede plaats van de wereldranglijst.
In september 1931 reisde Aussem met vriendin en collega Irmgard Rost naar Zuid-Amerika – de bootreis van Hamburg naar Buenos Aires duurde een maand. Zij bezochten Argentinië, Brazilië en Chili. Aussem won er enkele toernooien, maar liep er tevens een ernstige leverontsteking op – terug in Duitsland werd zij daaraan geopereerd, maar haar (ook voordien al zwakke) gezondheid was dermate aangetast dat zij om te beginnen een jaar was uitgeschakeld, en na hervatting van het tennis geen grote resultaten meer bereikte.
Het jaar 1934 markeert het einde van haar tennisloopbaan. Zij bereikte nog een halve finale op Roland Garros en een kwartfinale op Wimbledon, verloor de Duitse kampioenschappen in de finale van haar opvolgster Hilde Sperling, en speelde ten slotte in september nog enkele toernooien in Italië (met winst in Venetië en Como). Aan het einde van dit jaar werd zij op de wereldranglijst nog steeds als negende genoteerd en op de Duitse nationale ranglijst zelfs als eerste.
In de winter van 1934/35 ontmoette zij tijdens de wintersport in Garmisch-Partenkirchen een Italiaanse graaf: Fermo Murari dalla Corte Brà, diplomaat en luchtmachtofficier. In september 1935 werd hun verloving openbaar gemaakt. Op 11 maart 1936 traden zij in München in het huwelijk. Het jonge paar vestigde zich in Mombassa in Oost-Afrika – hier kreeg zij malaria; de gevolgen van deze ziekte hebben haar gezondheid blijvend aangetast. De laatste twintig jaar van haar leven bracht zij teruggetrokken, en in slechte gezondheid, door op het kasteel van haar echtgenoot, in Portofino. Door een oud oogletsel werd zij zo goed als blind. Kort na een leveroperatie (een verlaat gevolg van haar reis naar Zuid-Amerika), waarvan zij niet meer herstelde, overleed Cilly Aussem als "Gräfin Cäcilia Editha Murari dalla Corte Brà" op 22 maart 1963.
De Deutsche Bundespost gaf in 1988 een postzegel van 20 Pfennig met haar beeltenis uit, in de reeks "Vrouwen in de Duitse geschiedenis."

## Palmares

### Finaleplaatsen enkelspel
| nr.              | finaledatum | toernooi      | ondergrond | tegenstandster   | score    |
| ---------------- | ----------- | ------------- | ---------- | ---------------- | -------- |
| Gewonnen finales |             |               |            |                  |          |
| 1.               | 1927-05-01  | Hamburg       | gravel     | Ilse Friedleben  | 6-3, 6-3 |
| 2.               | 1930-08-10  | Hamburg       | gravel     | Hilde Krahwinkel | 6-4, 6-2 |
| 3.               | 1931-05-31  | Roland Garros | gravel     | Betty Nuthall    | 8-6, 6-1 |
| 4.               | 1931-07-04  | Wimbledon     | gras       | Hilde Krahwinkel | 6-2, 7-5 |
| 5.               | 1931-08-09  | Hamburg       | gravel     | Irmgard Rost     | 6-1, 6-2 |

### Finaleplaatsen vrouwendubbelspel
| nr.              | finaledatum | toernooi      | ondergrond | partner        | tegenstandsters              | score    |
| ---------------- | ----------- | ------------- | ---------- | -------------- | ---------------------------- | -------- |
| Verloren finales |             |               |            |                |                              |          |
| 1.               | 1931-05-31  | Roland Garros | gravel     | Elizabeth Ryan | Eileen Bennett Betty Nuthall | 7-9, 2-6 |
| 2.               | 1935-04-24  | Rome          | gravel     | Elizabeth Ryan | Evelyn Dearman Nancy Lyle    | 2-6, 4-6 |

### Finaleplaatsen gemengd dubbelspel
| nr.              | finaledatum | toernooi      | ondergrond | partner     | tegenstanders                     | score    |
| ---------------- | ----------- | ------------- | ---------- | ----------- | --------------------------------- | -------- |
| Gewonnen finales |             |               |            |             |                                   |          |
| 1.               | 1930-05-24  | Roland Garros | gravel     | Bill Tilden | Eileen Whittingstall Henri Cochet | 6-4, 6-4 |

## Resultaten grandslamtoernooien

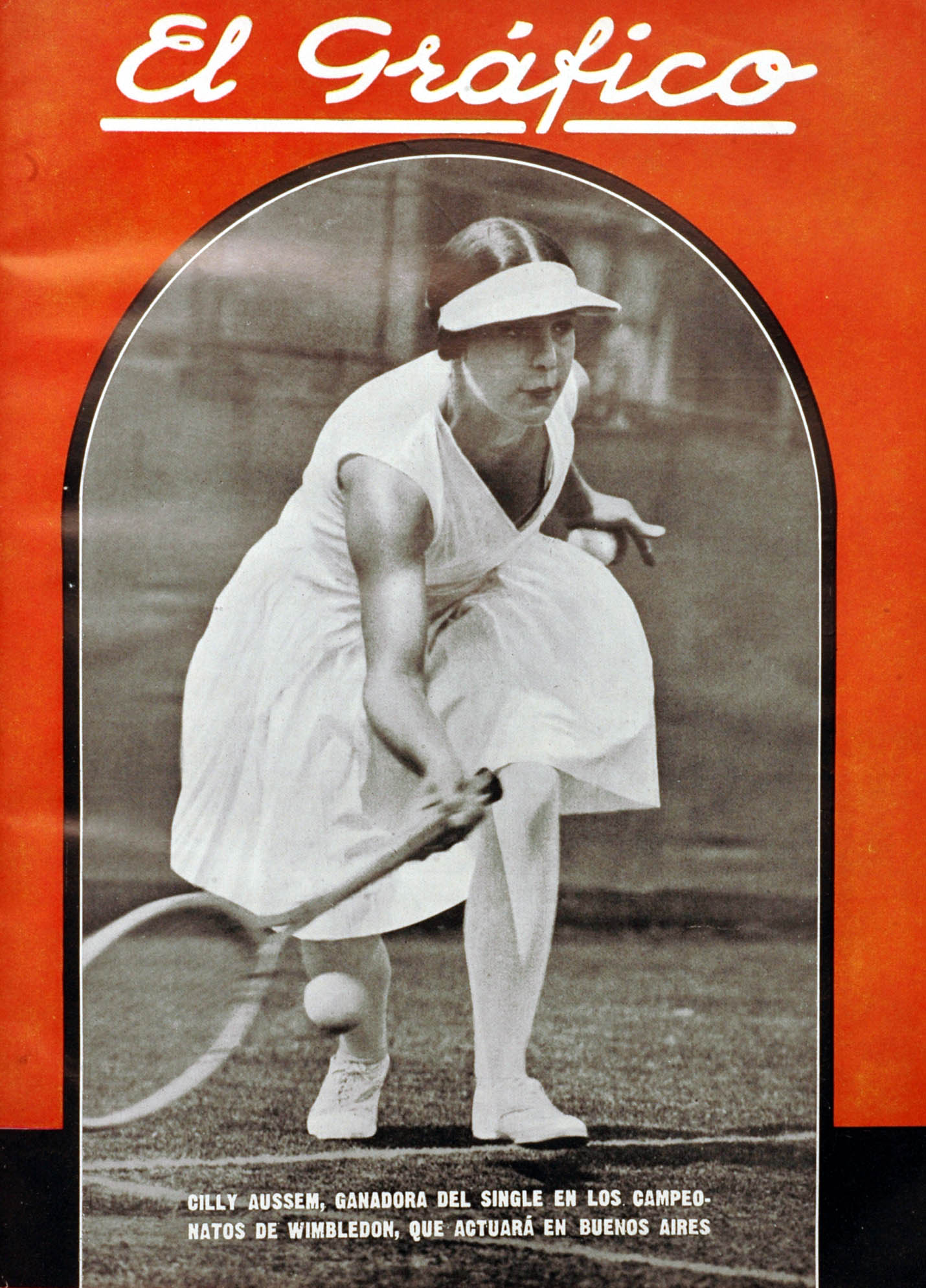

| Legenda | Legenda                          |
| ------- | -------------------------------- |
| g.t.    | geen toernooi gehouden           |
| l.c.    | lagere categorie                 |
| –       | niet deelgenomen                 |
| G       | uitgeschakeld in de groepsfase   |
| 1R      | uitgeschakeld in de eerste ronde |
| 2R      | uitgeschakeld in de tweede ronde |
| 3R      | uitgeschakeld in de derde ronde  |
| 4R      | uitgeschakeld in de vierde ronde |
| KF      | uitgeschakeld in de kwartfinale  |
| HF      | uitgeschakeld in de halve finale |
| F       | de finale verloren               |
| W       | het toernooi gewonnen            |
| w-v     | winst/verlies-balans             |

### Enkelspel
| Toernooi        | 1927 | 1928 | 1929 | 1930 | 1931 | 1932 | 1933 | 1934 |
| --------------- | ---- | ---- | ---- | ---- | ---- | ---- | ---- | ---- |
| Australian Open | –    | –    | –    | –    | –    | –    | –    | –    |
| Roland Garros   | KF   | 3R   | HF   | HF   | W    | KF   | 2R   | HF   |
| Wimbledon       | 2R   | KF   | 4R   | HF   | W    | 1R   | –    | KF   |
| US Open         | –    | –    | –    | –    | –    | –    | –    | –    |

### Vrouwendubbelspel
| Toernooi        | 1927 | 1928 | 1929 | 1930 | 1931 | 1932 | 1933 | 1934 |
| --------------- | ---- | ---- | ---- | ---- | ---- | ---- | ---- | ---- |
| Australian Open | –    | –    | –    | –    | –    | –    | –    | –    |
| Roland Garros   | 2R   | –    | KF   | KF   | F    | –    | KF   | 2R   |
| Wimbledon       | –    | 2R   | 1R   | 1R   | 2R   | 2R   | –    | 2R   |
| US Open         | –    | –    | –    | –    | –    | –    | –    | –    |

### Gemengd dubbelspel
| Toernooi        | 1929 | 1930 |
| --------------- | ---- | ---- |
| Australian Open | –    | –    |
| Roland Garros   | 3R   | W    |
| Wimbledon       | –    | –    |
| US Open         | –    | –    |